# Пролесковые
Проле́сковые (лат. Scilloídeae) — подсемейство однодольных многолетних травянистых растений семейства Спаржевые (Asparagaceae) порядка Спаржецветные (Asparagales).
Формула цветка: {\displaystyle \ast P_{3+3}\;A_{3+3}\;G_{({\underline {3}})}}

## Таксономия

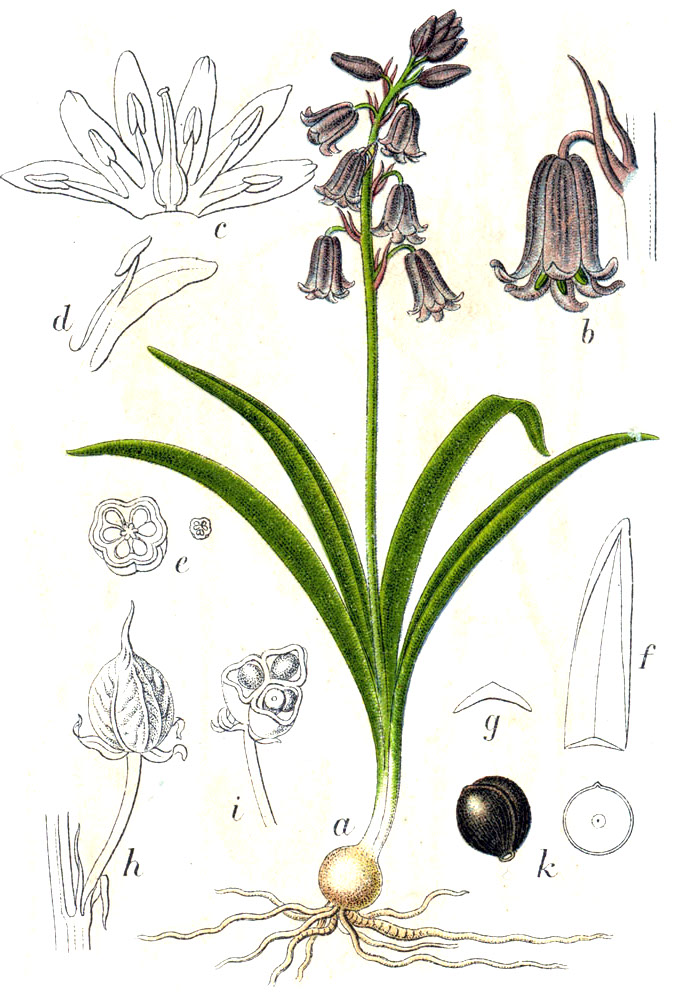
Hyacinthoides non-scripta.

### Синонимы
- Hyacinthoideae Speta, 1998
- Ornithogaloideae Speta, 1998

### Роды
- Albuca L., 1762 — Альбука
- Alrawia (Wendelbo) Perss. & Wendelbo, 1979 — Альравия
- Barnardia Lindl., 1826 — Барнардия
- Bellevalia Lapeyr., 1808 — Бельвалия
- Bowiea Harv. ex Hook.f., 1867 — Бовиэя
- Brimeura Salisb., 1866 — Бримёра
- Daubenya Lindl., 1835 — Добения
- Dipcadi Medik., 1790 — Дипкади
- Drimia Jacq. ex Willd., 1799 — Дримия
- Drimiopsis Lindl. & Paxton, 1851 — Дримиопсис
- Duthiea Hack., 1896
- Eucomis L'Hér., 1789 — Эвкомис
- Fessia Speta, 1998 — Фессия
- Fusifilum Raf., 1837
- Hyacinthella Schur, 1856 — Гиацинтик
- Hyacinthoides Heist. ex Fabr., 1759 — Гиацинтоидес
- Hyacinthus L., 1753 — Гиацинт
- Lachenalia J.Jacq. ex Murray, 1784 — Лашеналия
- Ledebouria Roth, 1821 — Ледебурия
- Leopoldia Parl., 1845 — Леопольдия
- Massonia Thunb. ex Houtt., 1780 — Массония
- Merwilla Speta, 1998
- Muscari Mill., 1754 — Гадючий лук
- Ornithogalum L., 1753 — Птицемлечник
- Oziroe Raf., 1837 — Озирое
- Prospero Salisb., 1866
- Pseudogaltonia (Kuntze) Engl., 1888 — Псевдогальтония
- Pseudomuscari Garbari & Greuter, 1979 — Ложномускари
- Pseudoprospero Speta, 1998
- Puschkinia Adams, 1805 — Пушкиния
- Resnova van der Merwe, 1946
- Schizobasis Baker, 1873 — Схизобазис
- Schizocarphus van der Merwe, 1943
- Scilla L., 1753 — Пролеска
- Spetaea Wetschnig & Pfosser, 2003
- Veltheimia Gled., 1771 — Вельтгеймия
- Zagrosia Speta, 1998